# Buddy Hield
Chavano Ranier Hield, detto Buddy (Freeport, 17 dicembre 1992), è un cestista bahamense, di ruolo guardia, professionista nella NBA con i Golden State Warriors.

## Caratteristiche tecniche

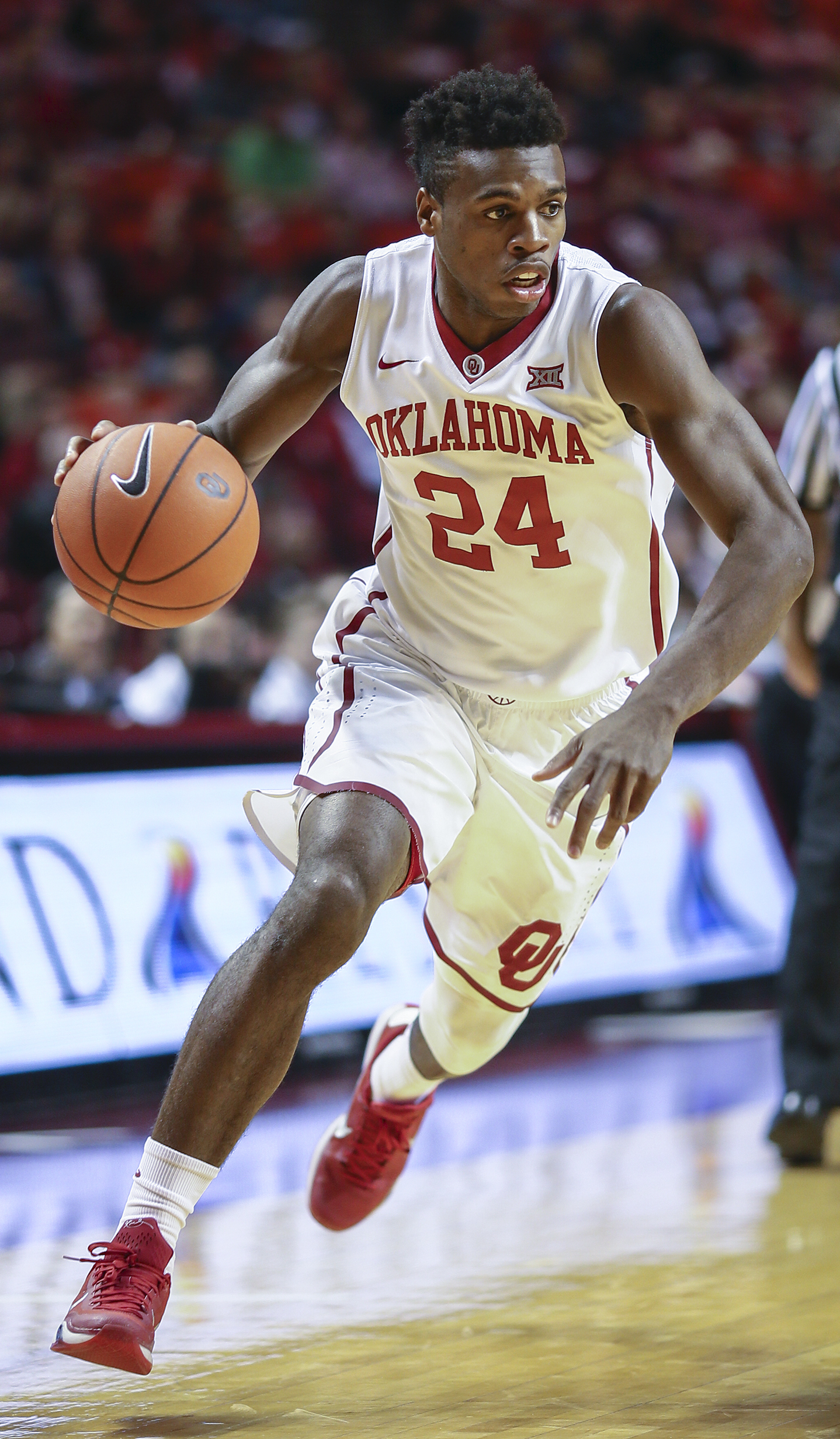
Hield in azione con la maglia di Oklahoma

Paragonato spesso a Stephen Curry per la sua abilità nel tirare da tre punti da praticamente ogni posizione del campo (52% nel suo ultimo anno al college), è anche un ottimo tiratore di liberi, che realizza con il 90% dalla lunetta. Dotato di un buon palleggio e di una buona velocità, converte il 63,3% dei tiri presi nelle vicinanze del ferro. Molto costante anche in difesa, grazie alle 27 palle rubate e 10 stoppate in 19 partite l'ultimo anno al college.

## Carriera

### NCAA
Frequentò per quattro anni l'università di Oklahoma, giocando con i Sooners. Aumentò ogni anno la sua produzione, arrivando ad un massimo di 25 punti nella sua ultima stagione, quella da senior, anno in cui guidò inoltre la classifica per tiri da tre punti segnati nel torneo NCAA.
Vinse anche il John R. Wooden Award, come miglior giocatore della stagione collegiale 2015-16.

### NBA

#### New Orleans Pelicans (2016-2017)
Si rese eleggibile per il Draft NBA 2016, venendo selezionato con la sesta scelta assoluta dai New Orleans Pelicans.
Entrò sin da subito stabilmente nelle rotazioni della squadra, svolgendo il ruolo di riserva di E'Twaun Moore. Il 15 novembre giocò la sua prima partita nel quintetto proprio al posto dell'infortunato Moore nella partita casalinga vinta 106-105 contro i Boston Celtics. Durante la partita Hield disputò 21 minuti mettendo a referto 5 punti, 3 assist e 2 rimbalzi. Nel mese di dicembre Hield iniziò a migliorare le proprie statistiche, tenendo di media (in quel mese) il 47,8% da 3 punti e 10,6 punti a partita, vincendo il premio di rookie del mese della Western Conference.

#### Sacramento Kings (2017-2022)
Il 20 febbraio 2017 venne ceduto, insieme ai compagni di squadra Tyreke Evans e Langston Galloway, ai Sacramento Kings, in cambio di Omri Casspi e DeMarcus Cousins.
Venne nominato Rookie del mese della Western Conference per il mese di aprile 2017.
Il 26 novembre 2017 segnò il proprio career-high di punti mettendo a segno 27 punti (con 7 tiri da tre) nella sconfitta in casa per 97-95 contro i Los Angeles Clippers. Il 10 aprile 2019 diventa il primo giocatore NBA a segnare 600 triple nelle prime tre stagioni della carriera, superando il record di Damian Lillard (599).
Il 15 febbraio 2020, a Chicago, vince la gara del tiro da tre punti durante l'All Star Weekend registrando 27 punti.

#### Indiana Pacers (2022-)
L'8 febbraio 2022, Hield venne ceduto agli Indiana Pacers insieme a Tyrese Haliburton e Tristan Thompson in cambio di Domantas Sabonis, Justin Holiday, Jeremy Lamb e una scelta al secondo giro nel 2027.

## Statistiche

### NCAA
| Anno      | Squadra          | PG  | PT  | MP   | TC%  | 3P%  | TL%  | RP  | AP  | PRP | SP  | PP   |
| --------- | ---------------- | --- | --- | ---- | ---- | ---- | ---- | --- | --- | --- | --- | ---- |
| 2012-2013 | Oklahoma Sooners | 27  | 13  | 25,1 | 38,8 | 23,8 | 83,3 | 4,2 | 1,9 | 1,2 | 0,3 | 7,8  |
| 2013-2014 | Oklahoma Sooners | 33  | 32  | 32,1 | 44,5 | 38,6 | 75,0 | 4,4 | 1,9 | 1,4 | 0,2 | 16,5 |
| 2014-2015 | Oklahoma Sooners | 35  | 35  | 32,4 | 41,2 | 35,9 | 82,3 | 5,4 | 1,9 | 1,3 | 0,2 | 17,4 |
| 2015-2016 | Oklahoma Sooners | 37  | 37  | 35,4 | 50,1 | 45,7 | 88,0 | 5,7 | 2,0 | 1,1 | 0,5 | 25,0 |
| Carriera  | Carriera         | 132 | 117 | 31,7 | 44,8 | 39,0 | 83,6 | 5,0 | 1,9 | 1,3 | 0,3 | 17,4 |

#### Massimi in carriera
- Massimo di punti: 46 vs Kansas (4 gennaio 2016)[16]
- Massimo di rimbalzi: 13 vs Texas Christian (28 febbraio 2015)
- Massimo di assist: 7 (2 volte)
- Massimo di palle rubate: 5 vs Oral Roberts (12 dicembre 2015)
- Massimo di stoppate: 2 (10 volte)
- Massimo di minuti giocati: 54 vs Kansas (4 gennaio 2016)

### NBA

#### Regular Season
| Anno      | Squadra            | PG  | PT  | MP   | TC%  | 3P%  | TL%  | RP  | AP  | PRP | SP  | PP   |
| --------- | ------------------ | --- | --- | ---- | ---- | ---- | ---- | --- | --- | --- | --- | ---- |
| 2016-2017 | N.O. Pelicans      | 57  | 37  | 20,4 | 39,2 | 36,9 | 87,9 | 2,9 | 1,4 | 0,3 | 0,1 | 8,6  |
| 2016-2017 | Sacramento Kings   | 25  | 18  | 29,1 | 48,0 | 42,8 | 81,4 | 4,2 | 1,8 | 0,8 | 0,1 | 15,1 |
| 2017-2018 | Sacramento Kings   | 80  | 12  | 25,3 | 44,6 | 43,1 | 87,7 | 3,8 | 1,9 | 1,1 | 0,3 | 13,5 |
| 2018-2019 | Sacramento Kings   | 82  | 82  | 31,9 | 45,8 | 42,7 | 88,6 | 5,0 | 2,5 | 0,7 | 0,4 | 20,7 |
| 2019-2020 | Sacramento Kings   | 72  | 44  | 30,8 | 42,9 | 39,4 | 84,6 | 4,6 | 3,0 | 0,9 | 0,2 | 19,2 |
| 2020-2021 | Sacramento Kings   | 71  | 71  | 34,3 | 40,6 | 39,1 | 84,6 | 4,7 | 3,6 | 0,9 | 0,4 | 16,6 |
| 2021-2022 | Sacramento Kings   | 55  | 6   | 28,6 | 38,2 | 36,8 | 87,0 | 4,0 | 1,9 | 0,9 | 0,3 | 14,4 |
| 2021-2022 | Indiana Pacers     | 26  | 26  | 35,6 | 44,7 | 36,2 | 88,6 | 5,1 | 4,8 | 0,9 | 0,4 | 18,2 |
| 2022-2023 | Indiana Pacers     | 80  | 73  | 31,0 | 45,8 | 42,5 | 82,2 | 5,0 | 2,8 | 1,2 | 0,3 | 16,8 |
| 2023-2024 | Indiana Pacers     | 52  | 28  | 25,7 | 44,3 | 38,4 | 84,8 | 3,2 | 2,7 | 0,8 | 0,6 | 12,0 |
| 2023-2024 | Philadelphia 76ers | 32  | 14  | 25,8 | 42,6 | 38,9 | 92,3 | 3,2 | 3,0 | 0,8 | 0,3 | 12,2 |
| 2024-2025 | G.S. Warriors      | 82  | 22  | 22,7 | 41,7 | 37,0 | 82,8 | 3,2 | 1,6 | 0,8 | 0,3 | 11,1 |
| Carriera  | Carriera           | 714 | 434 | 28,3 | 43,3 | 39,7 | 85,8 | 4,1 | 2,5 | 0,9 | 0,3 | 15,0 |

#### Playoffs
| Anno     | Squadra            | PG | PT | MP   | TC%  | 3P%  | TL%  | RP  | AP  | PRP | SP  | PP   |
| -------- | ------------------ | -- | -- | ---- | ---- | ---- | ---- | --- | --- | --- | --- | ---- |
| 2024     | Philadelphia 76ers | 4  | 0  | 12,8 | 41,2 | 46,2 | 100  | 1,3 | 0,5 | 0,0 | 0,3 | 5,5  |
| 2025     | G.S. Warriors      | 12 | 9  | 27,3 | 41,6 | 42,9 | 92,9 | 3,5 | 1,8 | 1,2 | 0,4 | 12,5 |
| Carriera | Carriera           | 16 | 9  | 23,6 | 41,5 | 43,3 | 93,8 | 2,9 | 1,4 | 0,9 | 0,4 | 10,8 |

#### Massimi in carriera
- Massimo di punti: 42 vs Minnesota Timberwolves (27 gennaio 2020)[17]
- Massimo di rimbalzi: 12 (2 volte)
- Massimo di assist: 9 (3 volte)
- Massimo di palle rubate: 5 vs Phoenix Suns (23 ottobre 2017)
- Massimo di stoppate: 3 (2 volte)
- Massimo di minuti giocati: 44 vs Orlando Magic (2 marzo 2022)

## Palmarès
- NBA All-Rookie First Team (2017)
- Big 12 Conference Player of the Year (2015 e 2016)
- Sporting News Player of the Year (2016)
- Naismith Award (2016)
- John R. Wooden Award (2016)
- Jerry West Award (2016)
- Best College Male Athlete ESPY Awards (2016)
- NBA Western Conference Rookie of the Month (marzo 2017)
- NBA Three-point Shootout (2020)